# Mohammad Javad Kamali
Œuvres principales
- Anthologie de la littérature persane des origines à nos jours

Mohammad Javad Kamali, (en persan : محمدجواد کمالی) né le 11 septembre 1965 à Mashhad, est écrivain et traducteur iranien qui enseigne la langue et la littérature françaises à l’université depuis 1992. Il est aussi espérantiste.

## Biographie
Depuis son adolescence, Mohammad Javad Kamali Hosseinzadeh s’est mis à apprendre les langues française et espéranto. Il a fait ses études supérieures à l’Université Ferdowsi (Université de Machhad) et il a obtenu son doctorat de la langue et littérature françaises à l’Université Azad (Science and Research Branch, Tehran). En 2001, il fonde le département de français à l’université Azad (Branche Mashhad), où il enseigne actuellement en tant que maître de conférences. En 2011, il est chercheur postdoctoral à la Sorbonne-Paris IV.
Il a également collaboré avec les éditions universitaires SAMT (The Organization for Researching and Composing University textbooks in the Humanities) et Presse universitaire Markaz Nashr Daneshgahi. Kamali est l’auteur de plusieurs livres et articles dans le domaine de langue française, espéranto et littérature comparée. Il a aussi signé quelques traductions.

## Œuvres
- La Grammaire française : le Verbe, Téhéran, Presse universitaire SAMT, 1re édition 2004 ; 6e édition 2022[1].
- Techniques de Traduction (Français-Persan), Téhéran, Presse universitaire SAMT, 1re  édition 2009 ; 10e édition 2022[2].
- Dictionnaire pratique des propositions françaises, Presse universitaire de Mashhad, 1re  édition 2010 ; 2e édition 2020.
- Histoire de la traduction littéraire du français en persan, Presse universitaire de Mashhad, 2014.
- La Bibliographie française de la littérature persane, Presse universitaire de Mashhad, 2014.
- La Traduction de textes littéraires (français-persan), Téhéran, Presse universitaire SAMT, 1re  édition 2015 ; 4e édition 2021[3].
- La littérature comparée : L’influence de la littérature classique persane sur la littérature française, Presse universitaire de Mashhad, 2016.
- Thematic Dictionary: English, French, Persian / Dictionnaire thématique : Anglais, Français, Persan, éd. Cheraghe Dideh, Mashhad, 2016.
- Grammaire comparée française-persane, Téhéran, Presse universitaire SAMT, 2017 ; 3e édition 2023[4].
- Anthologie de la littérature persane des origines à nos jours (Recueil bilingue), Düsseldorf, Éditions Universitaires Européennes & OmniScriptum GmbH, 2018.
- Grammaire française: Analyse logique, Düsseldorf, Éditions Universitaires Européennes & OmniScriptum GmbH, 2020.
- Techniques de Traduction (Persan-Français), Tehran, Iran University Press [Markaz Nashr Daneshgahi], 2022[5].
- La société iranienne sous la dynastie Séfévide d’après les récits de voyage de Tavernier et Chardin, Éditions Universitaires Européennes & OmniScriptum GmbH, London, 2023.  (ISBN 978-620-6-69065-8)

### Traductions
- L'Espéranto, Pierre Janton, coll. « Que sais-je ? », no 1511 ; Téhéran, Maison d’édition Ataï, 1998.
- Jazz (Pagnol), Marcel Pagnol, Mashhad, Maison d’édition G&T, 2005.
- La Fille du puisatier, Marcel Pagnol, Mashhad, éd. Neynegar, 2015.
- Frappe-toi le cœur, Amélie Nothomb, Téhéran, éd. Ghatreh, 2018; 4e éd. 2023[6].
- Le Médecin volant & La Jalousie du Barbouillé, Molière, Téhéran, éd. Ghatreh, 2018.
- Les Prénoms épicènes, Amélie Nothomb, Téhéran, éd. Ghatreh, 2019[7].
- Les Mots et les Expressions essentiels (Français-Persan), éd. Vesal, Téhéran, 2019[8].
- Soif (roman), Amélie Nothomb, Téhéran, éd. Ghatreh, 2020[9].
- La Cote 400 (traduit en persan), Sophie Divry, Téhéran, éd. Ghatreh, 2020[10].
- Les Aérostats, Amélie Nothomb, Téhéran, éd. Ghatreh, 2021; 2e éd. 2023[11].
- Frère d'âme, David Diop, Téhéran, éd. Ghatreh, 2021[12].
- Premier Sang, Amélie Nothomb, Téhéran, éd. Ghatreh, 2021[13].
- Les Porteurs d'eau (traduit en persan), Atiq Rahimi, Téhéran, éd. Ghatreh, 2022[14].
- Combats et métamorphoses d'une femme, Edouard Louis , trad. en collobaration avec Behnood Farazmand, Téhéran, éd. Ghatreh, 2022[15].
- Le Livre des sœurs, Amélie Nothomb, Téhéran, éd. Ghatreh, 2022[16].
- Anne-Marie La Belle (co-traduit en persan), Yasmina Reza, Téhéran, éd. Hooma, 2023[17].
- Les Enchanteurs (traduit en persan), Geneviève Brisac, Téhéran, éd. Ghatreh, 2023[18].

### Articles
- « Ferdosi, la poeto paradiza » (article en Espéranto) in Literatura foiro, no 127, Suisse, octobre 1990.
- « L'espéranto et le processus de la traduction », in la revue Mottarjem, no 22, été 1996.
- « Comparaison de deux traductions des "Dieux ont soif" d'Anatole France », in la revue Mottarjem, no 25, hiver 1997.
- « Le Roman dans la littérature française », in la Revue des Sciences humaines de l'Université Azad de Mashhad, no 9, printemps 2004.
- « Guy de Maupassant et Techniques du récit », in la Revue des Sciences humaines : Université Ferdowsi de Mashhad, no 148, printemps 2005[19].
- « L'Espéranto et les Français », in La Revue de Téhéran, no 20, juillet 2007[20].
- « L’étude des verbes symétriques en français », in la Revue Roshd Amouzesh Zaban, no 1, automne 2012[21].
- « Critique de la traduction de la dernière édition de Germinal », in la revue Recherche en Lettres et Langue française : Université Ferdowsi de Mashhad, no 1, Printemps-été 2013[22].
- « Etude comparative de la traduction de la langue parlée dans les œuvres littéraires (français en persan) », in « Colloque de Nouvelle recherche sur la traduction », Téhéran, Université Allameh Tabatabai & AILLF, 10 novembre 2014 ; actes du colloque pp 117-138[23].
- « Aux origines d’une fable de La Fontaine dans les recueils de contes orientaux », in la Revue des Études de la Langue Française : Université d’Ispahan, Volume 5, no 9, été-automne 2013, pp 41-50[24].
- « L’analyse des erreurs commis par les apprenants iraniens dans l’emploi des prépositions françaises » (Analysis of Errors in the Use of French Prepositions by Iranian Learners), in la revue Jostarhaye Zabani (Journal of Language Related Research) : Université Tarbiat Modares, Téhéran, Volume 6, no 4 (Tome 25), Octobre-Novembre 2015, pp 229-249[25].
- « L’influence de la vie privée de Pierre Loti dans la formation des thèmes et des personnages de ses romans », in la revue Pajoohesh Adabiat Moaser Jahan (Research in Contemporary World Literature) : Université de Téhéran, Volume 20, no 2, Automne-Hiver 2015-2016, pp 181-373[26].
- « L’image de l’Iran et des Iraniens du début du XXe siècle chez Pierre Loti », in la revue Etude de Langue et Littérature Françaises : Université de Tchamran, Ahvaz, Volume 6, no 2, Printemps-été 2016, pp 47-67[27].
- « Les erreurs grammaticales dans la traduction du persan en français faites par les étudiants iraniens de français : Une analyse contrastive », in la revue Motaleate Tarjomeh, Volume 13, no 52, Hiver 2016, pp 77-95[28].
- « Etude comparative de la traduction française du Livre des Lumières ou Calila et Dimna de Vaez Kachefi et son influence sur la littérature française », in « 4th Literary Text Research Conference », Téhéran, Bibliothèque nationale de l’Iran, 28 novembre 2017 ; actes du colloque (volume II) pp 591-614[29].
- « Le parcours historique de la rencontre des Perses avec les grands auteurs francophones à travers la traduction des œuvres littéraires », in IWAN (Revue bilingue des études Persanes), Paris, no 2, Printemps 2018 ; pp 70-81[30].
- « Aperçu des relations culturelles entre la France et l’Iran », in IWAN (Revue bilingue des études Persanes), Paris, no 3, 2018; pp. 32-43[31].
- « A comparative study of the quality and quantity of the French translations of Gulistan of Sa'di », in Scientific Research Journal Comparative Literature Research, Tarbiat Modares University, Tehran, Volume 6, no 4, 2019, pp 21–40[32].
- « Les vétérans de la traduction du français vers le persan en Iran: Mirzâ Habib Esfahâni », in IWAN (Revue bilingue des études Persanes), Paris, no 4, Printemps 2019 ; pp 4-9[33].
- « Intention: Centroid of Benjamin's Poetics in Scientific », in Research Journal Critical Language and Literary studies, Shahid Beheshti University, Tehran, Volume 16, no 23, 2020, pp 13-30[34].
- « La fonction des techniques sémantiques dans le processus de la traduction », in Recherches en Langue et Littérature françaises, Ferdowsi university of Mashhad, volume 2, no 2, 2020; pp 25-44[35].
- « La transposition, un procédé de la traduction oblique du français vers le persan », in Plume, Revue semestrielle de l'Association Iranienne de Langue et Littérature Françaises, volume 16, no 31, 2020; pp 159-174[36].
- « Critique socio-historique du texte littéraire selon la théorie de Claude Duchet (Cas d’étude : roman Au revoir là-haut, écrit par Pierre Lemaitre)», en collaboration avec Reyhaneh Ebrahimi, in Recherches en Langue et Traduction françaises, Université Ferdowsi de Mashhad, Volume 3, no 2, Mars 2021, pp 165-180[37].
- « La Titrologie du roman selon la théorie de Claude Duchet (Le cas d’étude : Au revoir là-haut)», en collaboration avec Reyhaneh Ebrahimi, in la Revue des Études de la Langue Française : Université d’Ispahan, Volume 13, no 1, Mars 2022, pp 131-142[38].
- « Rhythm and rhyme management in the translation of poetry », en collaboration avec Homayoun Eslami et Sadi Jafari, in Journal of Comparative Literature, Université de Shahid Bahonar Kerman, Volume 14, no 27, Mars 2022, pp 67-94[39].
- « L’étude du complexe d’Œdipe lacanien dans Frappe-toi le cœur, Tuer le père et Les Prénoms épicènes d’Amélie Nothomb », en collaboration avec Shabnam Askari, in la Revue de Recherches en Langue et Littérature Françaises: Université de Tabriz, Volume 17, no 31, Septembre 2023, pp 19-34[40].